# Loreto-Haus (Krakau)

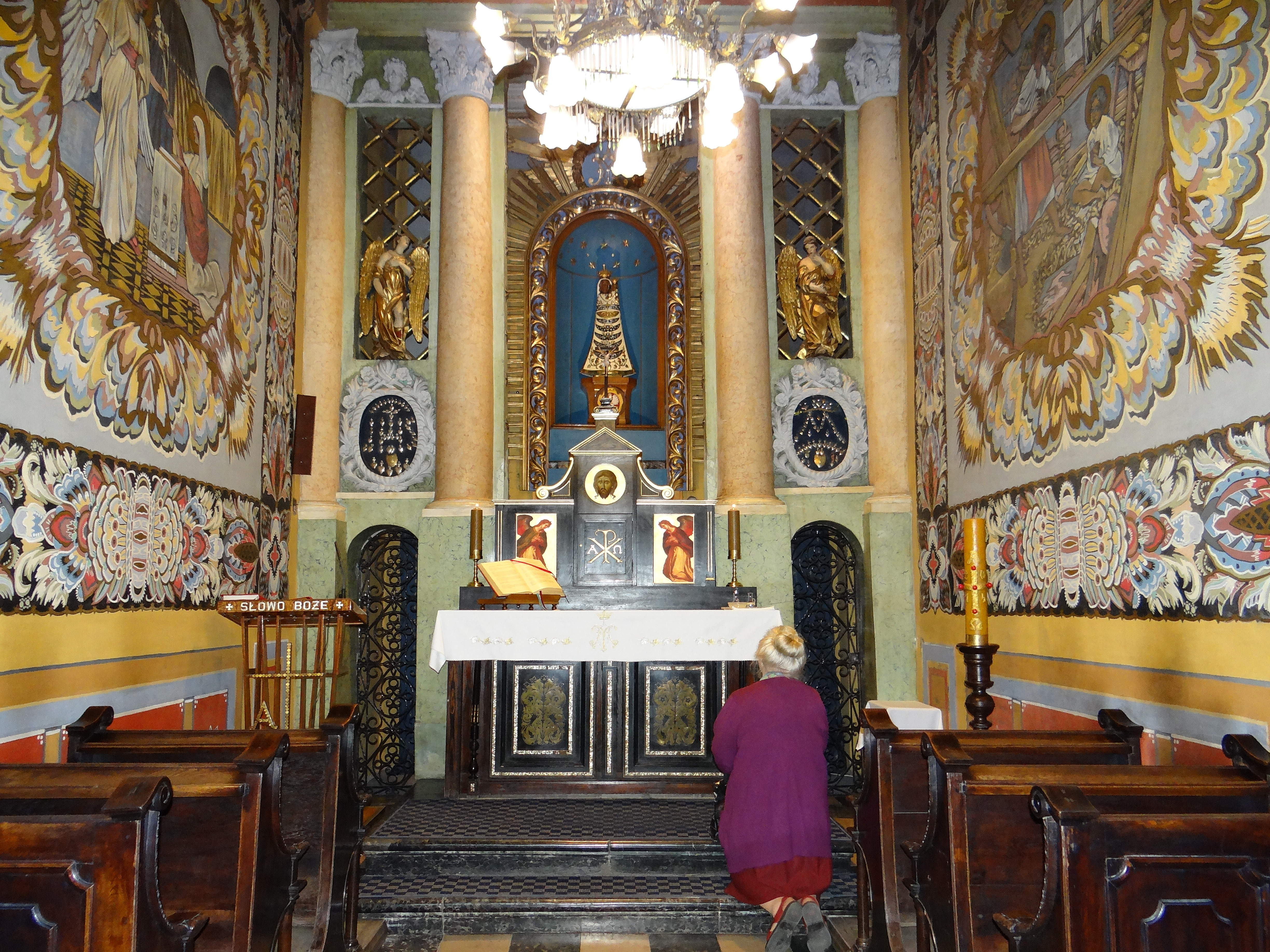
Innenraum

Das Loreto-Haus (polnisch Domek loretański) in Krakau ist ein katholisches Loreto-Haus an der ul. Loretańska 11 im Stadtteil Sand. 

## Geschichte
Das Loreto-Haus wurde in den Jahren von 1712 bis 1719 von Kacper Bażanka an die Nordostseite der Kapuzinerkirche errichtet. Es nimmt Bezug auf das Geburtshaus Christi, das sich in der Basilika vom Heiligen Haus in Loreto befinden soll. Das Altargemälde schuf 1818 Michał Stachowicz. Die Jungedstil-Fresken im Inneren gehen auf Jan Bukowski zurück. Der Heilige Bruder Albert legte im Loretto-Haus die Gelübte des Dritten Ordens ab.